# Michel Nowak
Michel Nowak (ur. 30 czerwca 1962 w Annabie) – francuski judoka. Brązowy medalista olimpijski z Los Angeles.
Zawody w 1984 były jego jedynymi igrzyskami olimpijskimi. Po medal sięgnął w wadze półśredniej, do 78 kilogramów. Był brązowym medalistą mistrzostw Europy w 1984 i 1985. Zdobył szereg medali na mistrzostwach Francji, w tym sześciokrotnie zostawał mistrzem kraju seniorów. Wcześniej odnosił sukcesy w rywalizacji juniorskiej. Startował w Pucharze Świata w  1989 i 1990 roku.